# Zgornja Lipnica
Zgornja Lipnica – wieś w Słowenii, w gminie Radovljica. W 2018 roku liczyła 181 mieszkańców.